# Leonardo Gallitelli
Leonardo Gallitelli (Taranto, 9 giugno 1948) è un generale italiano, Comandante generale dell'Arma dei Carabinieri dal giugno 2009 al 15 gennaio 2015.

## Biografia
Trascorre la sua gioventù a Bernalda, cittadina lucana in provincia di Matera. Intraprende la carriera militare il 22 ottobre 1967 frequentando i corsi dell'Accademia Militare di Modena e della Scuola di Applicazione Carabinieri di Roma e si laurea in Giurisprudenza. Supera i corsi di Stato Maggiore presso la Scuola di Guerra. È stato direttore editoriale de Il Carabiniere, la rivista mensile pubblicata dall'Arma dei Carabinieri. È sposato e ha due figli.

### Carriera militare
L'alto ufficiale è stato Comandante delle Compagnie di Viggiano, Aosta e Genova Portoria, ha operato al Nucleo Investigativo di Torino "con rilevanti impegni per il contrasto al terrorismo e ai sequestri di persona".
Leonardo Gallitelli lavora nello Stato Maggiore del Comando Generale, da Ufficiale superiore regge il Comando provinciale di Torino, l'Ufficio Operazioni del Comando Generale dell'Arma. Consegue il grado di colonnello e diviene il vice comandante della Regione Carabinieri Piemonte e Valle d'Aosta agli ordini del Generale Francesco Delfino sino al 1993, successivamente regge il Comando Provinciale di Roma per cinque anni. È poi Capo del II Reparto del Comando Generale, cui sono devoluti il coordinamento e la direzione dell'attività nel contrasto a tutte le manifestazioni delinquenziali che interessano il Paese, anche nei risvolti ultranazionali. Dal 2000 al 2002 è Sottocapo di stato maggiore del Comando Generale e, poi Comandante della Scuola Ufficiali Carabinieri. Dal 7 ottobre 2003 al 4 settembre 2006, dirige la Regione Carabinieri Campania.
Gallitelli dal 5 settembre 2006 all'11 giugno 2009, è Capo di Stato Maggiore del Comando Generale dell'Arma. Il ruolo è quello di "principale consulente e collaboratore del Comandante Generale: riceve le direttive per l'attività ed impartisce le conseguenti disposizioni; è responsabile delle attività dello Stato Maggiore, coordina lo svolgimento ed esamina i risultati; traduce le decisioni del Comandante Generale in ordini e piani; rappresenta il Comandante ed emana ordini in suo nome quando autorizzato; ha alle dirette dipendenze le Direzioni di Sanità e di Amministrazione, il Reparto Autonomo ed il Capo Servizio Assistenza Spirituale".

### Comandante dell'Arma
Il 12 giugno 2009 Leonardo Gallitelli è nominato Comandante generale dell'Arma dal Consiglio dei ministri. Prende il posto del Generale Gianfrancesco Siazzu dal 22 luglio.
Tra le reazioni alla sua nomina si segnala quella dell'allora Ministro della difesa, Ignazio La Russa, ha detto: "È stata una scelta molto difficile perché erano più d'uno i generali allo stesso livello di grado e di capacità ed è stato duro scegliere. È stata una scelta ponderata, su mia proposta, accolta con soddisfazione da tutto il Consiglio dei Ministri, che ha espresso grande apprezzamento verso il nuovo comandante generale dell'Arma Leonardo Gallitelli". I responsabili Difesa e Sicurezza del Partito Democratico, Roberta Pinotti e Marco Minniti esprimono "Grande apprezzamento per la nomina a comandante generale dei Carabinieri, una scelta eccellente per competenza ed esperienza. Siamo certi che il generale Gallitelli saprà svolgere al meglio il delicato compito al quale è stato chiamato".
Termina il suo servizio attivo il 16 gennaio 2015 quando passa le consegne da Comandante Generale al suo successore, il generale Tullio Del Sette.

### Incarichi successivi
Il 15 settembre 2015 Leonardo Gallitelli è nominato Responsabile dell'Ufficio Antidoping (NADO Italia). Ad annunciarlo il presidente del CONI Giovanni Malagò, aggiungendo che la nomina è stata condivisa dal premier Matteo Renzi e dal ministro della Salute Lorenzin. Il Nado-Italia è l'organo nato in seguito all'accordo quadro tra CONI e NAS dei Carabinieri sottoscritto a febbraio 2015.
Il 31 maggio 2016 viene nominato Cancelliere dell'Ordine al merito della Repubblica italiana, incarico che conserva fino al novembre 2022.
È inoltre membro del Consiglio di Amministrazione e del Comitato d'indirizzo dell'Istituto Toniolo (Ente Fondatore dell'Università Cattolica del Sacro Cuore di Milano).